# Waldemar Klingelhöfer

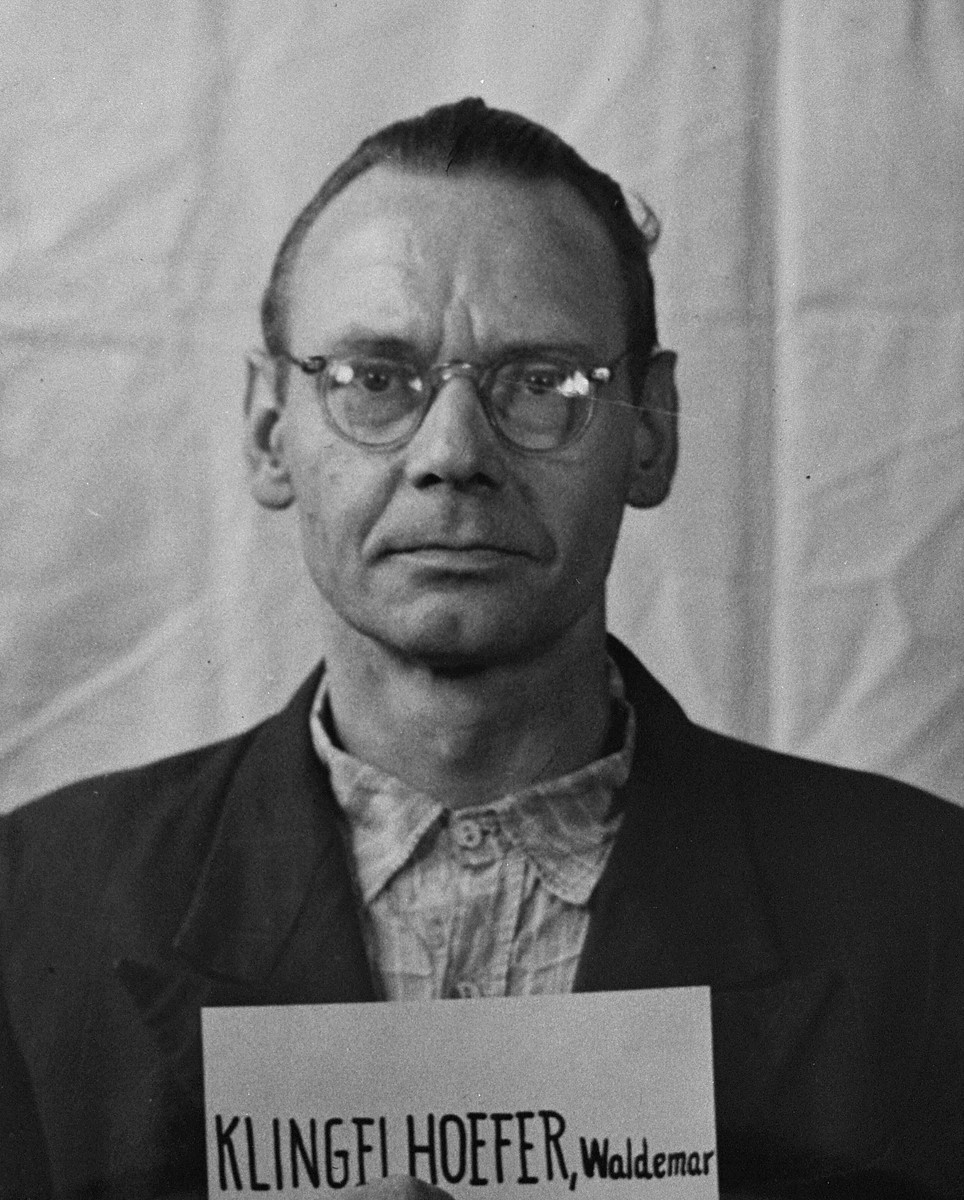
Waldemar Klingelhöfer beim Einsatzgruppen-Prozess

Waldemar Klingelhöfer, geboren als Woldemar Klingelhöfer (* 4. April 1900 in Moskau; † 18. Januar 1977 in Villingen) war ein deutscher SS-Sturmbannführer, der in der Einsatzgruppe B am Mord an den Juden in den durch das Deutsche Reich besetzten Gebieten der Nordukraine und Belarus beteiligt war. Klingelhöfer wurde 1948 im Einsatzgruppen-Prozess wegen Verbrechen gegen die Menschlichkeit und Mitglied einer verbrecherischen Organisation zum Tode verurteilt, jedoch 1956 freigelassen.

## Leben
Klingelhöfer wurde in Russland als Sohn deutschstämmiger Eltern geboren. Er besuchte das Wilhelmsgymnasium Kassel und nahm von Juni bis Dezember 1918 als Soldat am Ersten Weltkrieg teil. Klingelhöfer kehrte nach Kriegsende nach Kassel zurück und erhielt dort 1919 am Wilhelmsgymnasium Kassel das Abitur. 1923 schloss er eine Ausbildung zum Gesangslehrer an einer Musikakademie ab. Er gab Gesangskonzerte an einer Reihe von Aufführungsorten in Deutschland und arbeitete ab 1935 auch als Opernsänger.
Klingelhöfer trat zum 1. Juni 1930 im Alter von 30 Jahren in die NSDAP ein (Mitgliedsnummer 258.951). Im Februar 1933 trat er auch der SS bei (SS-Mitgliedsnr. 52.744), 1934 auch dem Sicherheitsdienst des Reichsführers SS (SD).
Ab Juni 1941 war er als Stellvertreter von Günther Rausch im Sonderkommando 7b tätig, ab Juli 1941 gehörte er zum „Vorkommando Moskau“, einem Sonderkommando der Einsatzgruppe B, das er auf Befehl von Arthur Nebe zeitweise führte. Im September des Jahres gehörte er dem Stab der Gruppe B an, als Kommandeur des Sonderkommandos löste ihn Erich Körting ab. Zuletzt war sein Rang SS-Sturmbannführer.
Von 1947 bis 1948 war Klingelhöfer einer von 24 Angeklagten im Einsatzgruppen-Prozess, sein Verteidiger war Rechtsanwalt Erich Mayer unter Assistenz von Ferdinand Leis. Der Richter war Michael A. Musmanno. Die Staatsanwaltschaft unter Leitung von Benjamin Ferencz klagte Klingelhöfer auf Basis der offiziellen Meldungen der Einsatzgruppen an, als Kommandeur des „Vorkommandos Moskau“ die Verantwortung für die Ermordung von mindestens 100 Personen bis zum 13. September 1941, von weiteren 1.885 Personen bis 28. September 1941, und eines Teils der 572 bis zum 26. Oktober 1941 ermordeten Personen zu tragen. Am 9. April 1948 wurde Klingelhöfer in allen drei Anklagepunkten – (1) Verbrechen gegen die Menschlichkeit, (2) Kriegsverbrechen, (3) Mitgliedschaft in einer kriminellen Organisation – für schuldig befunden. Er wurde zum Tode verurteilt.
Das im Frühjahr 1950 gebildete Advisory Board on Clemency (dt.: Beirat für Gnadengesuche, nach seinem Vorsitzenden auch Peck Panel genannt) empfahl am 28. August 1950 im Fall Klingelhöfer eine Ablehnung des Gnadengesuchs und die Vollstreckung der Todesstrafe. Der amerikanische Hochkommissar John McCloy folgte dieser Empfehlung nicht, und reduzierte Klingelhöfers Strafmaß am 31. Januar 1951 auf lebenslange Haft. Im Zuge weiterer Haftverkürzungen wurde Klingelhöfer schließlich im Dezember 1956 auf Bewährung aus dem Kriegsverbrechergefängnis Landsberg entlassen. Wieder in Freiheit, wohnte er in Villingen und arbeitete als Angestellter.